# 400 metros rasos
400 metros rasos é uma modalidade olímpica de atletismo onde os atletas correm uma volta inteira em volta da pista circular padrão do estádio. É a mais longa das provas de velocidade pura.
Os corredores partem de blocos colocados no chão da pista, em uma linha de partida escalonada, de dentro para fora da pista, que compensa o efeito que a curva provoca e garante a mesma distância para todos. Um tempo de reação ao sinal de largada de menos de 0.1s é considerado como largada falsa e o corredor é desclassificado, um competidor também pode ser desclassificado caso pise fora de sua raia. A chegada é feita na meta oficial de acordo com as medições do atletismo.

## História
A prova descende de um dos eventos originais dos Jogos da Grécia Antiga chamado diaulos, uma corrida realizada entre duas marcas num percurso com uma distância de aproximadamente 400 m entre elas. Os 400 metros rasos estiveram presentes em todas as edições dos Jogos Olímpicos da Era Moderna. O primeiro campeão olímpico foi o norte-americano Tom Burke, que também ganhou a primeira medalha de ouro nos 100 metros rasos. O episódio mais controverso da história da modalidade ocorreu em Londres 1908, na final olímpica da prova, que contou com três norte-americanos e um britânico, o que demonstrava à época a intensa rivalidade entre os dois países no atletismo olímpico. A polêmica surgiu quando um concorrente dos Estados Unidos foi desqualificado por bloquear a passagem do britânico Wyndham Halswelle, numa manobra permitida pelas regras dos EUA, mas ilegal segundo o regulamento britânico. Após diversos protestos, a corrida foi anulada e os três restantes concorrentes foram chamados a correr nova final. Os dois norte-americanos que restavam recusaram-se a colaborar e boicotaram a final. Halswelle correu sozinho e recebeu a medalha de ouro num pódio vazio.
O evento feminino apareceu pela primeira vez em Tóquio 1964, onde foi vencido pela australiana Betty Cuthbert. Em Sydney 2000, a prova foi vencida por Cathy Freeman, a primeira aborígene a ganhar um título olímpico.
O recordista mundial é o sul-africano Wayde van Niekerk – 43.03 – também recordista olímpico, com a marca estabelecida na Rio 2016; entre as mulheres ele pertence a Marita Koch – 47.60 – da então Alemanha Oriental, desde 1985. Michael Johnson é o velocista mais condecorado nos 400 m, com um bicampeonato olímpico e um tetracampeonato mundial.
A prova é amplamente dominada pelos Estados Unidos no masculino, que a venceram em vinte das 27 edições dos Jogos Olímpicos. Até 2012 apenas velocistas norte-americanos a tinham corrido em menos de 44s, quando o granadino Kirani James, de 19 anos de idade, tornou-se no primeiro atleta de outro país a corrê-la abaixo desta marca,  quando venceu a final dos Jogos Olímpicos de Londres, em 43.94.

## Recordes
De acordo com a Federação Internacional de Atletismo – IAAF.
Homens
| Recorde          | Tempo | Atleta            | País          | Data           | Local          |
| Recorde mundial  | 43.03 | Wayde van Niekerk | África do Sul | 14 agosto 2016 | Rio de Janeiro |
| Recorde olímpico | 43.03 | Wayde van Niekerk | África do Sul | 14 agosto 2016 | Rio 2016       |

Mulheres
| Recorde          | Tempo | Atleta            | País                 | Data           | Local      |
| Recorde mundial  | 47.60 | Marita Koch       | Alemanha Oriental    | 6 outubro 1985 | Camberra   |
| Recorde olímpico | 48.17 | Marileidy Paulino | República Dominicana | 9 agosto 2024  | Paris 2024 |

## Melhores marcas mundiais
As marcas abaixo são de acordo com a World Athletics.

### Homens
| Posição | Tempo | Atleta               | País           | Data           | Local          |
| ------- | ----- | -------------------- | -------------- | -------------- | -------------- |
| 1       | 43.03 | Wayde van Niekerk    | África do Sul  | 14 agosto 2016 | Rio de Janeiro |
| 2       | 43.18 | Michael Johnson      | Estados Unidos | 26 agosto 1999 | Sevilha        |
| 3       | 43.29 | Butch Reynolds       | Estados Unidos | 17 agosto 1988 | Zurique        |
| 4       | 43.39 | Michael Johnson      | Estados Unidos | 8 agosto 1995  | Gotemburgo     |
| 5       | 43.40 | Quincy Hall          | Estados Unidos | 7 agosto 2024  | Paris          |
| 6       | 43.44 | Michael Johnson      | Estados Unidos | 19 junho 1996  | Atlanta        |
| 6       | 43.44 | Matthew Hudson-Smith | Reino Unido    | 7 agosto 2024  | Paris          |
| 8       | 43.45 | Jeremy Wariner       | Estados Unidos | 31 agosto 2007 | Osaka          |
| 8       | 43.45 | Michael Norman       | Estados Unidos | 20 abril 2019  | Torrance       |
| 10      | 43.48 | Wayde van Niekerk    | África do Sul  | 26 agosto 2015 | Pequim         |
| 10      | 43.48 | Steven Gardiner      | Bahamas        | 4 outubro 2019 | Doha           |

### Mulheres
| Posição | Tempo | Atleta                | País                                        | Data            | Local     |
| ------- | ----- | --------------------- | ------------------------------------------- | --------------- | --------- |
| 1       | 47.60 | Marita Koch           | Alemanha Oriental                           | 6 outubro 1985  | Camberra  |
| 2       | 47.99 | Jarmila Kratochvilova | Tchecoslováquia                             | 10 agosto 1983  | Helsinque |
| 3       | 48.14 | Salwa Eid Naser       | Bahrein                                     | 3 outubro 2019  | Doha      |
| 4       | 48.16 | Marita Koch           | Alemanha Oriental                           | 8 setembro 1982 | Atenas    |
| 4       | 48.16 | Marita Koch           | Alemanha Oriental                           | 16 agosto 1984  | Praga     |
| 6       | 48.17 | Marileidy Paulino     | República Dominicana                        | 9 agosto 2024   | Paris     |
| 7       | 48.22 | Marita Koch           | Alemanha Oriental                           | 28 agosto 1986  | Stuttgart |
| 8       | 48.25 | Marie-José Pérec      | França                                      | 29 julho 1996   | Atlanta   |
| 9       | 48.26 | Marita Koch           | Alemanha Oriental                           | 27 julho 1984   | Dresden   |
| 10      | 48.27 | Olga Bryzgina         | União das Repúblicas Socialistas Soviéticas | 6 outubro 1985  | Camberra  |

## Melhores marcas olímpicas
As marcas abaixo são de acordo com o Comitê Olímpico Internacional – COI.

### Homens
| Posição | Tempo | Atleta               | País              | Medalha | Local          |
| ------- | ----- | -------------------- | ----------------- | ------- | -------------- |
| 1       | 43.03 | Wayde van Niekerk    | África do Sul     | ouro    | Rio 2016       |
| 2       | 43.40 | Quincy Hall          | Estados Unidos    | ouro    | Paris 2024     |
| 3       | 43.44 | Matthew Hudson-Smith | Reino Unido       | prata   | Paris 2024     |
| 4       | 43.49 | Michael Johnson      | Estados Unidos    | ouro    | Atlanta 1996   |
| 5       | 43.50 | Quincy Watts         | Estados Unidos    | ouro    | Barcelona 1992 |
| 6       | 43.71 | Quincy Watts         | Estados Unidos    |         | Barcelona 1992 |
| 7       | 43.74 | Muzala Samukonga     | Zâmbia            | bronze  | Paris 2024     |
| 8       | 43.75 | LaShawn Merritt      | Estados Unidos    | ouro    | Pequim 2008    |
| 9       | 43.76 | Kirani James         | Granada           | prata   | Rio 2016       |
| 10      | 43.78 | Jereem Richards      | Trindade e Tobago |         | Paris 2024     |
| 10      | 43.78 | Kirani James         | Granada           |         | Paris 2024     |

* A marca de 43.71 de Quincy Watts foi conseguida na semifinal 2 de Barcelona 1992. A marca de Kirani James 
(43.78) foi conseguida na semifinal de Paris 2024.

### Mulheres
| Posição | Tempo | Atleta                | País                                        | Medalha | Local            |
| ------- | ----- | --------------------- | ------------------------------------------- | ------- | ---------------- |
| 1       | 48.17 | Marileidy Paulino     | República Dominicana                        | ouro    | Paris 2024       |
| 2       | 48.25 | Marie-José Pérec      | França                                      | ouro    | Atlanta 1996     |
| 3       | 48.36 | Shaunae Miller-Uibo   | Bahamas                                     | ouro    | Tóquio 2020      |
| 4       | 48.53 | Salwa Eid Naser       | Bahrein                                     | prata   | Paris 2024       |
| 5       | 48.63 | Cathy Freeman         | Austrália                                   | prata   | Atlanta 1996     |
| 6       | 48.65 | Olga Bryzgina         | União das Repúblicas Socialistas Soviéticas | ouro    | Seul 1988        |
| 7       | 48.83 | Valerie Brisco-Hooks  | Estados Unidos                              | ouro    | Los Angeles 1984 |
| 7       | 48.83 | Marie-José Pérec      | França                                      | ouro    | Barcelona 1992   |
| 9       | 48.98 | Natalia Kaczmarek     | Polónia                                     | bronze  | Paris 2024       |
| 10      | 49.05 | Chandra Cheeseborough | Estados Unidos                              | prata   | Los Angeles 1984 |
| 10      | 49.05 | Olga Bryzgina         | Equipa Unificada nos Jogos Olímpicos        | prata   | Barcelona 1992   |

* A ucraniana Olga Bryzgina competiu em Barcelona 1992 pela Equipe Unificada da Comunidade dos Estados Independentes (CEI). 

## Marcas da lusofonia
| País                | Masculino | Atleta              | Ano  | Local            | Feminino | Atleta           | Ano  | Local     |               |
| Brasil              | 44.29     | Sanderlei Parrela   | 1999 | Sevilha          | 50.62    | Maria Magnólia   | 1990 | Rovereto  | [ 13 ]        |
| Portugal            | 44.79     | João Coelho         | 2023 | Chengdu          | 50.59    | Cátia Azevedo    | 2021 | Huelva    | [ 14 ] [ 15 ] |
| São Tomé e Príncipe | 46.07     | Filipe Lombá        | 1987 | Lisboa           | 51.37    | Severina Cravid  | 1997 | Funchal   | :618,757      |
| Moçambique          | 46.50     | Kurt Couto          | 2007 | Windhoek         | 51.37    | Maria Mutola     | 1994 | Mônaco    | [ 17 ] [ 18 ] |
| Angola              | 47.20     | Barceló de Carvalho | 1969 | Atenas           | 55.34    | Guilhermina Cruz | 1993 | Stuttgart | [ 19 ]        |
| Guiné-Bissau        | 47.70     | Edivaldo Monteiro   | 1996 | Lisboa           | 57.02    | Artimiza Sá      | 2003 | Guarda    | :618,757      |
| Cabo Verde          | 47.96     | Salvador Gonçalves  | 2000 | Esch-sur-Alzette | 54.50    | Vera Barbosa     | 2009 | Osaka     | :618,756      |